# Nicea di Corinto
Nicea (in greco antico: Nίκαια?, Nìkaia; ... – dopo il 245 a.C.) succedette al marito Alessandro alla tirannia di Corinto e sposò in seconde nozze il futuro re di Macedonia Demetrio II Etolico.

## Biografia
Moglie di Alessandro, tiranno di Corinto e figlio dello storico Cratero, a sua volta probabilmente figlio dell'omonimo ufficiale di Alessandro Magno, succedette al marito alla guida della città, quando questi morì, attorno al 247 a.C., probabilmente avvelenato dal re di Macedonia Antigono II Gonata.
Successivamente, probabilmente nel 245 a.C. o l'anno successivo, lo stesso Antigono offrì alla vedova la mano di suo figlio Demetrio II Etolico, all'epoca già sposato con Stratonice ma ancora privo di eredi maschi. Durante i festeggiamenti per le nozze, Antigono approfittò della distrazione di Nicea e delle sue guardie per impadronirsi con l'inganno della rocca della città.
Plutarco testimonia che Antigono, durante i festeggiamenti per il matrimonio del figlio con Nicea, volle personalmente scortare la nuora a teatro, dove doveva esibirsi Amebo, un famoso musicista dell'epoca. Durante il tragitto, però, il re macedone abbandonò di sorpresa la lettiga che li stava conducendo allo spettacolo e, con una foga eccezionale per la sua età già avanzata, si diresse verso la rocca. Trovata chiusa la porta di accesso, ordinò alle guardie stupefatte di aprirla battendo col suo bastone e, con l'aiuto dei suoi uomini, nel frattempo sopraggiunti, se ne impadronì militarmente senza spargimento di sangue, ma solo grazie all'effetto-sorpresa.
Le fonti antiche non riportano altre notizie di Nicea. Dopo di lei Demetrio II sposò prima Ftia e successivamente Criseide, madre di Filippo V.
Probabilmente la seconda moglie di Demetrio II è la stessa Nicea menzionata dalla Suda come protettrice e finanziatrice del poeta Euforione di Calcide.